# Symfonie nr. 2 (Bax)
Arnold Bax voltooide zijn Symfonie nr. 2 in april 1926, aldus de datering op het manuscript. Het is in wezen zijn derde symfonie, de Symfonie in F werd niet door de componist georkestreerd.
Bax schreef aan het werk van 1924 tot 1926. Hij had het werk grotendeels al af toen hij aan de orkestratie begon. Die nam meer tijd in beslag dan dat de componist had voorzien. Bax voelde zich onrustig tijdens het invullen van de muziekinstrumenten.  Hij gaf het later ook toe, dat het resultaat hem tegenviel. Hij drong ook niet aan op uitvoering, totdat de Amerikaanse dirigent Serge Koussevitzky Bax om een werk vroeg. Hij leidde dan ook de eerste uitvoeringen van het werk in Boston met zijn Boston Symphony Orchestra op 13 en 14 december 1929, waarbij er tevens werd gezorgd voor een gedrukte versie van het werk. Pas een half jaar later was het werk ook te horen in Engeland, alwaar Bax’ vriend Eugene Goossens de première voor zijn rekening nam. De symfonie nr. 2 kwam echter in de schaduw te staan van Symfonie nr. 3, die toen al populair was in Engeland. Collega-componist Gustav Holst bevestigde Bax’ eigen mening over symfonie nr. 2. Ook de organisatoren van de Promsconcerten schaarden zich in die mening; tot 2017 werd Symfonie nr. 2 slechts eenmaal uitgevoerd en wel pas in 2011, Symfonie nr. 3 negen keer vanaf 1930, een jaar na voltooiing. 
De symfonie bestaat uit drie delen:
- Molto moderato – allegro moderato
- Andante
- Poco largamente – allegro feroce – molto largamente.

Dat er weinig uitvoeringen van het werk zijn (binnen Bax’ oeuvre) is wellicht mede te danken aan het uitgebreide orkest dat Bax voorschreef:
- 3 dwarsfluiten (III ook piccolo), 2 hobo’s,  1 althobo, 3 klarinetten, 1 basklarinet, 2 fagotten, 1 contrafagot
- 4 hoorns, 3 trompetten, 3 trombones, 1 tenortuba, 1 tuba
- pauken, 4 man/vrouw percussie, orgel, piano, celesta, 2 harp
- violen, altviolen, celli, contrabassen.

Het orgel heeft daarbij alleen een ondersteunende taak.
In 2017 zijn er drie opnamen van het werk beschikbaar:
- Uitgave Lyrita: Myer Fredman leidde het London Philharmonic Orchestra, opnamedatum uit circa 1971
- Uitgave Chandos: Bryden Thomson leidde het London Philharmonic Orchestra in een opname uit 1986; onderscheiden door muziekblad Gramophone
- Uitgave Naxos; David Lloyd Jones leidde het Royal Scottisch National Orchestra in een opname uit 1995